# Рамнулф I (Поатие)
Рамнулф I (на френски: Ramnulf Ier de Poitiers, Ranulf, Rainulf; * 820, † 15 септември 866) от фамилията Рамнулфиди, е от 839 до 866 г. граф на Поатие (Поату), херцог на Аквитания (852 – 866), игумен на „Св. Хилер дьо Поатие“ (841 – 866).

## Живот
Рамнулф е син на граф Герхард от Оверн и Хилдегарда, дъщеря на император Лудвиг Благочестиви.
От дядо му император той получава след свалянето на крал Пипин II от Аквитания през 839 г. Графство Поатие. През 864 г. той залавя Пипин II и го предава на крал Карл Плешиви. Той трябва непрекъсното да се бие с нахлуващите Нормани и заедно с маркграф Робер Силни е убит от стрела през 866 г. в битката при Брисар.

## Фамилия
Той е женен за Билхилда, дъщеря на граф Рорикос I от Мен от фамилията Роргониди. Те имат три деца:
- Рамнулф II (* 855, † 5 август 890), граф на Поатие
- Гаузберт († 892), убит в боеве против крал Одо
- Ебалус († 2 октомври 892), игумен на St. Germain-des-Prés (881), Базилика Сен-Денис (886) и Saint-Hilaire-de-Poitiers (889). От 888 г. канцлер на крал Одо, убит в боеве против него.